# ヘネラル・パス通り
ヘネラル・パス通り（スペイン語: Avenida General Paz）は、アルゼンチンの首都ブエノスアイレス自治市の西側を取り巻くように走る環状高速道路である。大部分がブエノスアイレス自治市とブエノスアイレス州の境界線の上を走り、アルゼンチンでも数少ない無料の高速道路のひとつである。公式名称はアルゼンチン国道A001号線（スペイン語: Ruta Nacional A001）である。ほとんどの区間は片側3車線であり、パンアメリカンハイウェイとラプラタ川の間は片側5車線となる。両方向に側道が付随しており、途中にはガソリンスタンドやファストフードレストランを有するサービスエリアがある。

## 歴史
1887年に定められた連邦法2089は首都ブエノスアイレス自治市の境界を定めているが、当時はベルグラーノ・パルティードとサン・ホセ・デ・フローレス・パルティードも市に含まれていた。第6条ではブエノスアイレス自治市とブエノスアイレス州を区切るために道路が建設されることが宣言されていた。直線道路を建設する必要があったことから、連邦首都とブエノスアイレス州は所有地の交換を行なった。
ヘネラル・パス通りの名称はホセ・マリア・パス将軍に因んでおり、アルゼンチンで初めて建設された高速道路である。道路はパスクアル・パラッソによって設計され、ホセ・マリア・サバーラ・カルボの監督によって建設された。重要ないくつかの通りとの交差点は立体交差となっており、より小規模な通りとの交差点はロータリー（環状交差路）となっている。当時の道路は片側2車線であり、中央の1車線ずつが本道、脇の1車線ずつが側道である。舗装は鉄筋コンクリート舗装である。1937年6月8日に作業が開始され、1941年7月5日に公式に開通した。1970年代にはリベルタドール通りとの交差部にあったロータリーがインターチェンジに変更された。1996年に近代化と完全な上下道の分離が行なわれ、片側5車線（本道が片側3車線、側道が片側2車線）に拡張された。交通を円滑にするため、急行バス以外の乗合バスのバス路線は側道を走ることが決定され、側道にバス停が設けられた。これらの側道には40km/h制限のスピードバンプ（スピード抑止帯）が設置されている。

## ギャラリー

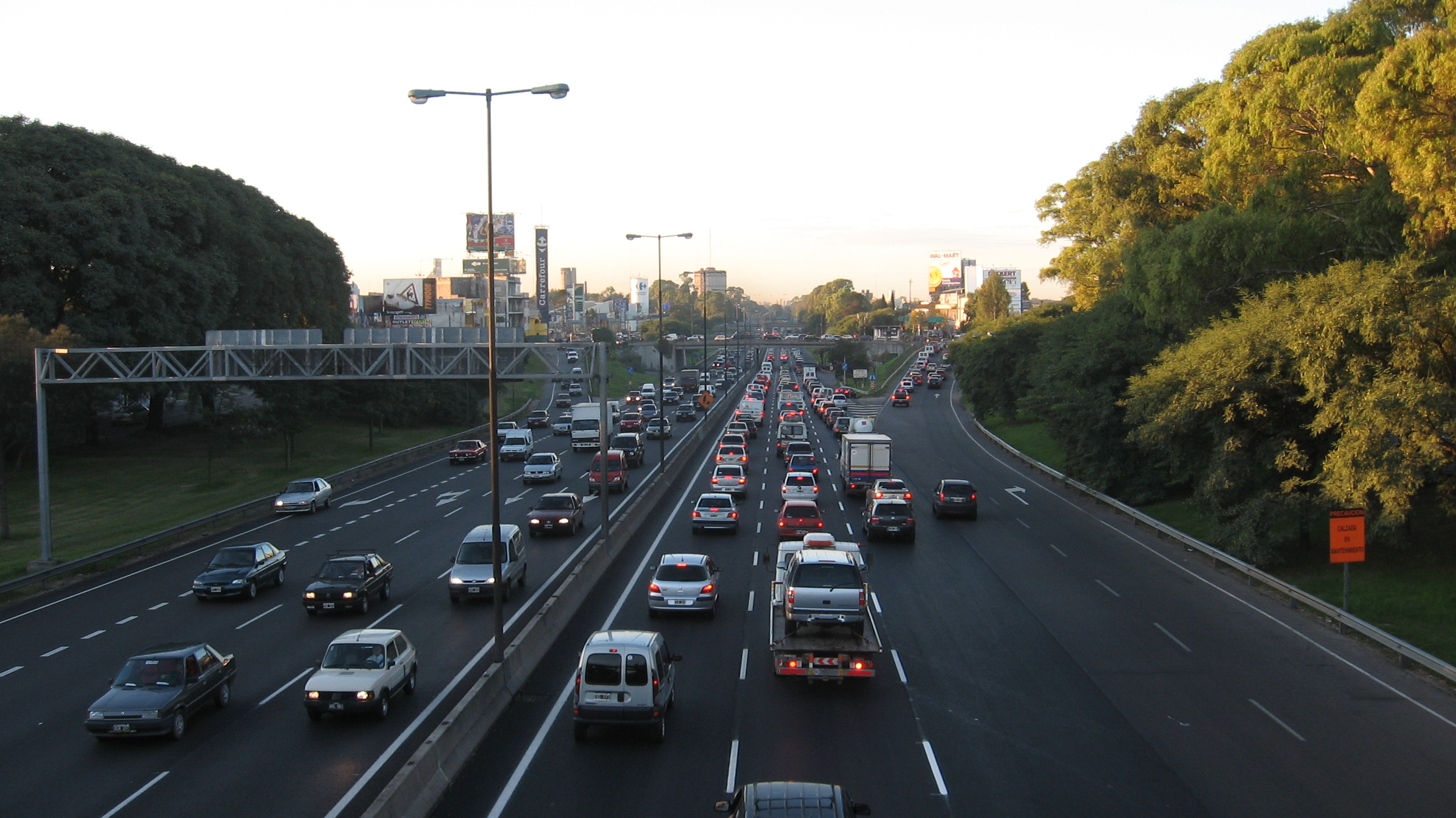
サン・マルティン通りの出口とヘネラル・パス通り
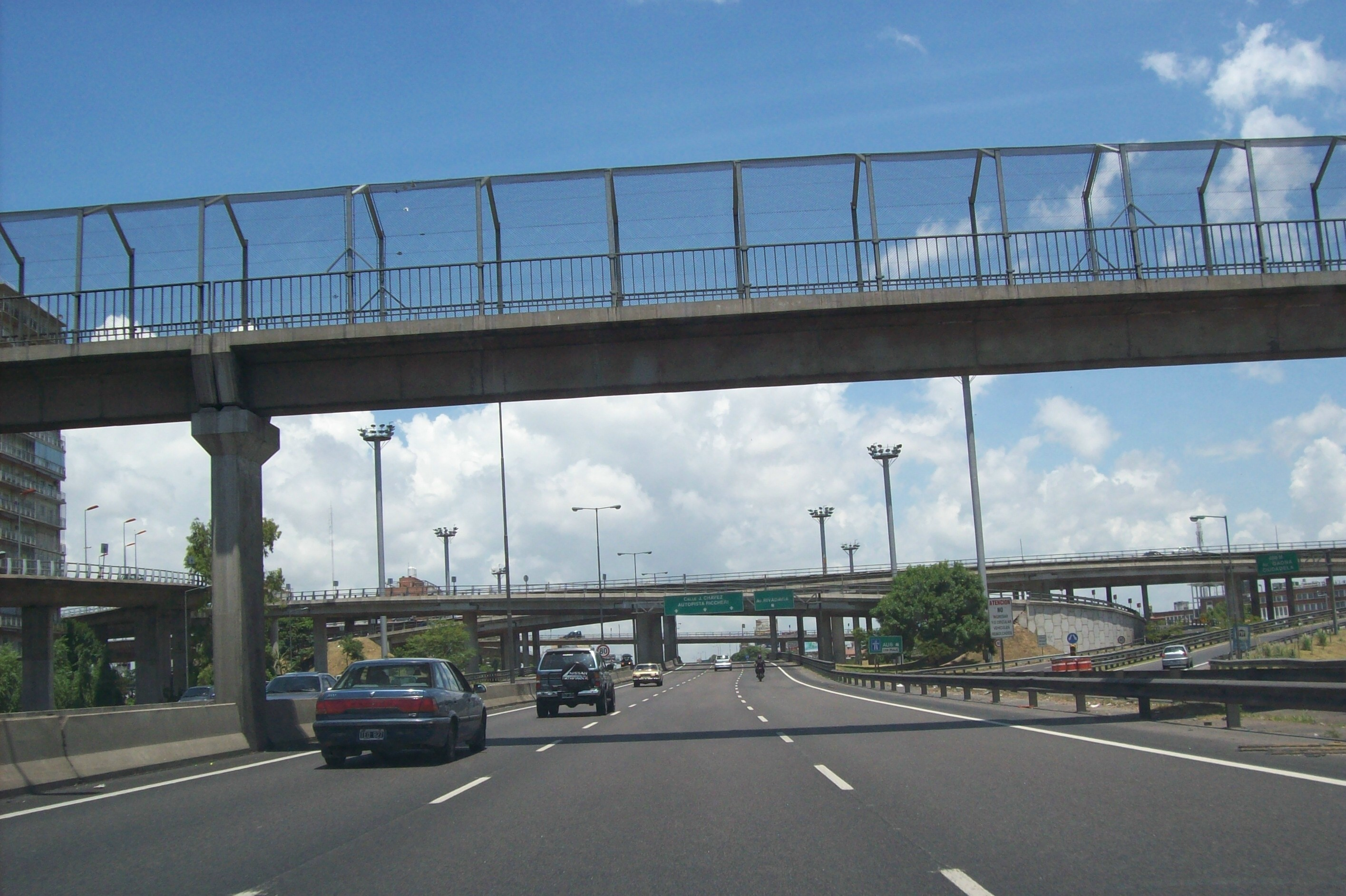
高速道路7号線とのジャンクション